# HomeFinders
HomeFinders este primul serviciu imobiliar de reprezentare a cumpărătorilor din România.  Acesta a fost lansat oficial în 2012, de către fondatorii portalului MagazinulDeCase.ro, după o etapă pilot în 2011.

## Cum funcționează serviciul de reprezentare a cumpărătorilor
Serviciul imobiliar de reprezentare a cumpărătorilor a luat amploare în 2001 în Statele Unite ale Americii, când 46% din cumpărători semnau un contract cu un agent dedicat cumpărătorului. Denumit buyers’ agent sau buying agent,  acesta reprezintă strict interesele cumpărătorului unei locuințe, căruia îi oferă suport și asistență pe durata procesului de achiziție. 
HomeFinders a preluat și adaptat acest model de business american și asistă cumpărătorii în întregul proces de achiziție, de la identificarea proprietăților care corespund cerințelor clientului și analiza acestora la negocierea în interesul cumpărătorului. Serviciul este integrat într-o platformă online, care le pune clienților la dispoziție ofertele relevante din piață. Echipa de consultanți din spatele sistemului le oferă clienților suport pentru trierea ofertelor, iar aceștia ajung să le vizioneze doar pe cele cu real potențial de achiziție.
În 2014, HomeFinders era lider pe piața de asistență pentru achiziția de case, cu peste 300 de clienți. La finalul anului, compania a înregistrat o cifră de afaceri de 250.000 de euro.
Categorie:Companii de consultanță în imobiliare

## Legături externe
- Site web oficial Arhivat în 12 ianuarie 2016, la Wayback Machine.